# Uppsala öd
Uppsala öd är ett samlingsnamn på det jordagods som anslagits till svenska kungars försörjning och hovhållning under början av medeltiden, men dess ursprung är förhistoriskt. Kungen fick använda avkastningen från Uppsala öd efter eget behag, men han fick inte göra någonting som minskade godsets omfattning eller dess avkastning.

## Historik
Uppsala öds ursprung är förhistorisk och okänd, men enligt Snorri Sturluson så grundades Uppsala öd av guden Frej och gav det till Uppsala tempel, som han också skapade. Snorri skriver;

| Freyr reisti at Uppsölum hof mikit, ok setti þar höfuðstað sinn; lagði þar til allar skyldir sínar, lönd ok lausa aura; þá hófst Uppsala auðr, ok hefir haldist æ síðan. |  | Frej reste vid Uppsala ett stort tempel, och gjorde det till sitt huvudsäte, lade där alla sina skatter, land och sitt gods, då uppstod Uppsala öd, och fortgår alltjämt sedan. |  |

Uppsala öd omnämns därefter i yngre Västgötalagen (1280-tal). Enligt §8 bestod jordagodsen ursprungligen av 8 gårdar i Västergötland (Västergötlands bon). Den ensidiga kopplingen till Västergötland gör namnet Uppsala öd svårförklarat, eftersom inget samband finns med Uppsala i Uppland (Billingsson 1997).  Av Nordens ca 200 platser med namnet Uppsala finns dock flest i Västergötland och framförallt på och runt Kinnekulle. Med ett något modernare uttryck skulle godskomplexet kunna kallas statlig egendom.
Med tiden växte Uppsala öd ut till ett komplex av geografiskt spridda jordegendomar, bestående av kungsgårdar med ett antal omkringliggande mindre brukningsenheter (gårdar, torp). Första steget i detta var de husabyar, som var av kungamakten beslagtagna gårdar. De beslagtogs efter strider med dem som motsatte sig kungamaktens expansion från Götalandskapen. Skänningeannalerna talar sitt tydliga språk: 1247: Slaget vid Sparrsätra, då Upplands allmogens gemenskap förlorade sin frihet och belades med skatter. Oppositionen brukar sammanfattas med benämningen "folkungarna", vilka måste skiljas från "Folkungaätten", som numera brukar kallas "Bjälboätten".
Den exakta omfattningen av Uppsala öd är okänd, men uppskattningsvis existerade mellan 70 och 100 olika platser för det kungliga hushållets och hirdens näring. Förutom yngre Västgötalagen, som är vår näst äldsta lagsamling, är Öd-gårdarna endast nämnda i Hälsingelagen (1300-tal). Den äldsta lagboken är äldre Västgötalagen (1220-tal). Där finns inte Uppsala Öd nämnt. Däremot beskrivs föregångaren den kungliga förvaltningsområdena Bo, vilka också var 8. I varje Bo, finns en öd-gård. Bo-förvaltningen kan spåras till 1000-talet (Bjurström 1996).

## Etymologi
Ordet "öd" ('rikedom'; fornvästnordiska och isländska: auðr, fornöstnordiska: øþ), är ett gammalt nordiskt ord som lever kvar i den historiska termen "Uppsala öd". Ordet motsvaras av Ed- i flera från engelskan inlånade mansnamn som Edgar, Edward och Edvin.